# Realschule im Dreiburgenland
Die Realschule im Dreiburgenland ist eine staatliche Realschule in Tittling im niederbayerischen Landkreis Passau.

## Allgemeines
Im Schuljahr 2023/24 zählte die Schulgemeinschaft 536 Schüler und 37 hauptamtliche Lehrkräfte.
Die Schule vertritt die Profilbereiche Digitale Schule, MINT-freundliche Schule, Partnerschule Verbraucherbildung und Schule ohne Rassismus – Schule mit Courage. 2024 verpflichtete man sich unter dem Motto „Gutes Klima – gute Schule“ als Klimaschule.
Sachaufwandsträger ist der Landkreis Passau.

## Geschichte
Nachdem der Landkreis Passau im Oktober 1965 erstmals die Errichtung der Realschule beantragte, wurde 1969 nach der Zustimmung des Bayerisches Kultusministeriums die Staatliche Realschule Tittling gegründet. Mit zunächst drei Klassen wurde im ersten Schuljahr das frühere Knabenschulhaus in der Herrenstraße als Behelfsgebäude genutzt.
Anlässlich des 50. Jubiläums im Mai 2019 fand eine Umbenennung in Realschule im Dreiburgenland statt. Der Name bezieht sich auf die Region Dreiburgenland, in der die Schule liegt.